# Faro de Cabo Sándalo
El faro del Cabo Sándalo (en italiano: Faro di Capo Sandalo) es un faro de primer orden situado en el punto más occidental de la isla de San Pietro localizada en el suroeste de Cerdeña, Italia.

## Historia
En 1860, durante el reinado de Vittorio Emanuele II, el Senado y la Cámara de Diputados del Reino de Cerdeña autoriza la construcción de un faro de primer orden con un presupuesto de ciento treinta mil liras.
La torre de piedra original fue construida en 1864. Es una ayuda activa a la navegación marina y aeronáutica. El plano focal tiene 134 m de alto, se alza sobre un acantilado y da cuatro destellos blancos cada 20 segundos visibles desde 24 millas náuticas (44 km; 44 km). La torre en sí tiene 30m de altura con linterna y galería, unido a la parte delantera de una casa de piedra de dos pisos de altura que era usada por el farero y su familia. Hasta el día de hoy, el faro sigue siendo una hermosa estructura de piedra sin pintar, con una cúpula de linterna metálica gris. El faro fue automatizado en 1994. El faro se conecta por un camino bien asfaltado a la ciudad principal de Carloforte en la Isla de San Pietro. Referencias del faro en diversos códigos internacionales son: ARLHS SAR-018; Almirantazgo E1090; NGA 8432. Cartas francesas 7332.

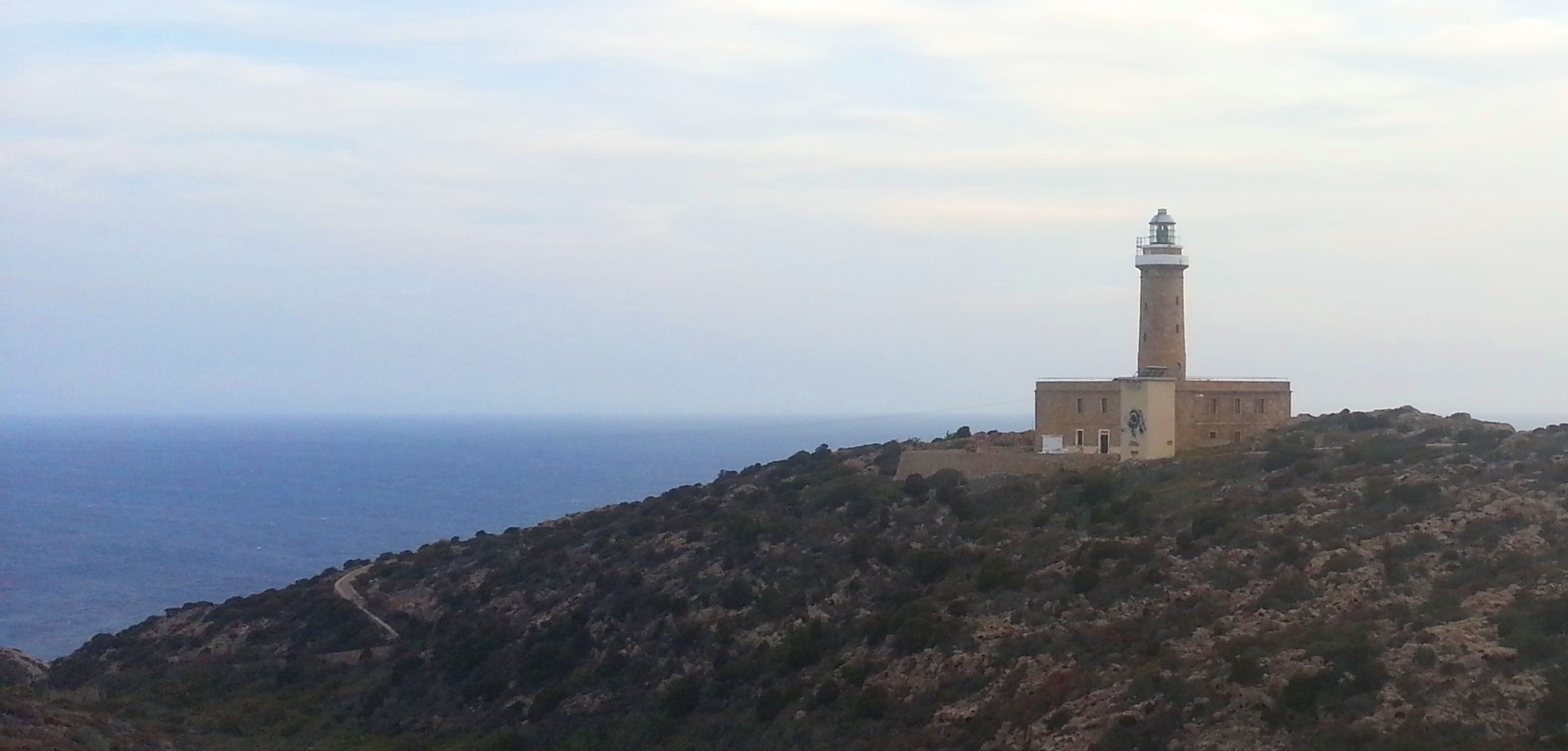
Vista del faro al atardecer